# Ambléon
Ambléon är en kommun i departementet Ain i östra Frankrike. Kommunen ligger  i kantonen Belley som ligger i arrondissementet Belley. Kommunens areal är 5,88 km². År 2022 hade Ambléon 114 invånare.

## Befolkningsutveckling
Antalet invånare i kommunen Ambléon
Referens: INSEE